# Paul Stecken
Paul Stecken, né le 29 juin 1916 à Münster et mort le 15 septembre 2016 au même lieu, est un entraîneur de chevaux, de cavaliers, et un instructeur d'équitation allemand. Il a entraîné de nombreux cavaliers professionnels, dont plusieurs médaillés olympiques, champions du monde et d'Europe.

## Biographie
Paul Stecken a été formé au fameux 15e régiment de cavalerie de Paderborn.